# IPX/SPX
IPX é um protocolo proprietário da Novell. O IPX opera na camada de rede.   
O protocolo Novell IPX/SPX ou Internetwork Packet Exchange/Sequenced Packet Exchange' é um protocolo proprietário desenvolvido pela Novell, variante do protocolo "Xerox Network Systems" (XNS). IPX é o protocolo nativo do Netware - sistema operacional cliente-servidor que fornece aos clientes serviços de compartilhamento de arquivos, impressão, comunicação, fax, segurança, funções de correio eletrônico, etc. IPX não é orientado a conexão.
O IPX/SPX tornou-se proeminente durante o início dos anos 80 como uma parte integrante do Netware, da Novell. O NetWare tornou-se um padrão de fato para o Sistema Operativo de Rede (SOR), da primeira geração de Redes Locais. A Novell complementou o seu SOR com um conjunto de aplicações orientada para negócios, e utilitários para conexão das máquinas cliente.
A diferença principal entre o IPX e o XNS está no uso de diferentes formatos de encapsulamento Ethernet. A segunda diferença está no uso pelo IPX do "Service Advertisement Protocol" (SAP), protocolo proprietário da Novell.
O endereço IPX completo é composto de 12 bytes, representado por 24 caracteres hexadecimais. Por exemplo:
AAAAAAAA 	00001B1EA1A1 	0451
IPX External 	Node Number 	Socket
Network 	Number 	Number
Por sua vez, o SPX ou Sequencial Packet Exchange é um módulo do NetWare DOS Requester que incrementa o protocolo IPX mediante a supervisão do envio de dados através da rede. SPX é orientado a conexão e opera na camada de transporte.
O SPX verifica e reconhece a efetivação da entrega dos pacotes a qualquer nó da rede pela troca de mensagens de verificação entre os nós de origem e de destino.
A verificação do SPX inclui um valor que é calculado a partir dos dados antes de transmiti-los e que é recalculado após a recepção, devendo ser reproduzido exatamente na ausência de erros de transmissão.
O SPX é capaz de supervisionar transmissões de dados compostas por uma sucessão de pacotes separados. Se um pedido de confirmação não for respondido dentro de um tempo especificado, o SPX retransmite o pacote envolvido.
Se um número razoável de retransmissões falhar, o SPX assume que a conexão foi interrompida e avisa o operador.
O protocolo SPX é derivado do protocolo Novell IPX com a utilização do "Xerox Packet Protocol".
Como o NetBEUI, o IPX/SPX é um protocolo relativamente pequeno e veloz em uma LAN. Mas, diferentemente do NetBEUI , ele suporta roteamento. O IPX/SPX é derivado do XNS.
A Microsoft fornece o NWLink como sua versão do IPX/SPX. É um protocolo de transporte e é roteável.